# Xylocopa senior
Xylocopa senior là một loài Hymenoptera trong họ Apidae. Loài này được Vachal mô tả khoa học năm 1899.